# Diez asesinos magníficos
Diez asesinos magníficos (título original: Shi da sha shou) es una película hongkonesa de acción y drama de 1977, dirigida por Yeh Fang, que a su vez la escribió, musicalizada por Ta Chiang Wu, en la fotografía estuvo Hsin-Yu Tsui y los protagonistas son Lik Cheung, Kwai Shan y Bolo Yeung, entre otros. El filme fue realizado por Goldig Film Company y Pan Am Films Company.

## Sinopsis
Este largometraje trata acerca de un sujeto a quien le raptan al hijo, está en manos de su enemigo, ahora este padre va a comenzar un ajuste de cuentas.